# Diecezja Santiago de Cabo Verde
Diecezja Santiago de Capo Verde (łac. Dioecesis Dioecesis Sancti Iacobi Capitis Viridis, port. Diocese de Santiago de Capo Verde) – rzymskokatolicka diecezja ze stolicą w Prai, w Republice Zielonego Przylądka.
Diecezja nie wchodzi w skład żadnej metropolii. Podlega ona bezpośrednio Stolicy Apostolskiej.

## Historia
- 31 stycznia 1533 – utworzenie rzymskokatolickiej diecezji Santiago de Capo Verde z terytorium diecezji Funchal.

## Biskup Santiago de Capo Verde
- kard. Arlindo Gomes Furtado od 22 lipca 2009